# Saint-Sulpice-de-Mareuil
Saint-Sulpice-de-Mareuil (okzitanisch Sent Soplesí de Maruelh) ist eine Ortschaft und eine Commune déléguée in der französischen Gemeinde Mareuil en Périgord mit 75 Einwohnern (Stand: 1. Januar 2022) im Département Dordogne in der Region Nouvelle-Aquitaine. Sie gehört zum Kanton Brantôme en Périgord im Arrondissement Nontron. Zuständiger Gemeindeverband ist die Communauté de communes Dronne et Belle. Das Gebiet der Commune déléguée bildet ferner einen integralen Bestandteil des Regionalen Naturparks Périgord-Limousin. Die Einwohner werden als Sulpiciens bzw. Sulpiciennes bezeichnet.

## Etymologie
Saint-Sulpice, okzitanisch Sent Soplesí(s), leitet sich ab vom Heiligen Sulpicius (Sanctus Sulpicius). Der Zusatz Mareuil bezeichnet den Nachbarort Mareuil.

## Geographie

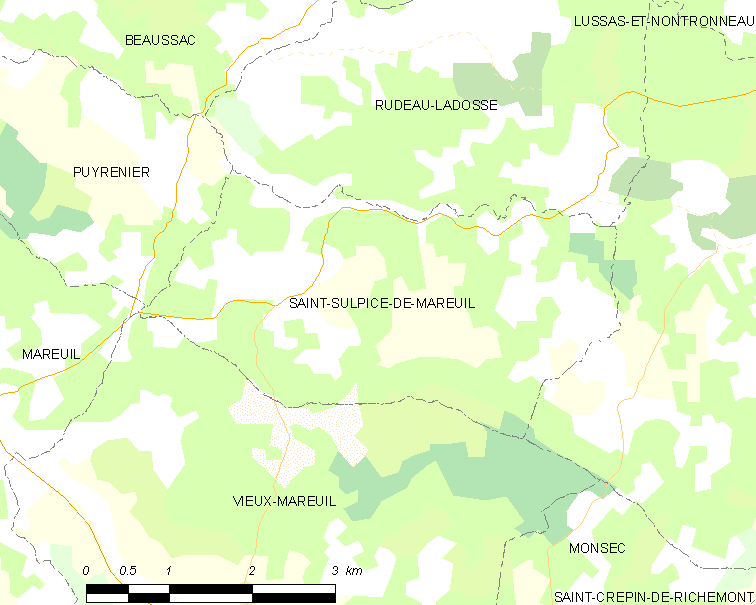
Lagekarte von Saint-Sulpice-de-Mareuil

Saint-Sulpice-de-Mareuil liegt vier Kilometer ostnordöstlich von Mareuil und 14 Kilometer westsüdwestlich von Nontron (Luftlinie).
Die Commune déléguée  wird von folgenden Nachbargemeinden umgeben:
|                                                                | Rudeau-Ladosse                                                     |                                                                                       |
| Puyrenier (Commune déléguée innerhalb von Mareuil en Périgord) | Kompassrose, die auf Nachbargemeinden zeigt                        | Champeaux-et-la-Chapelle-Pommier (Commune déléguée innerhalb von Mareuil en Périgord) |
| Mareuil (Commune déléguée innerhalb von Mareuil en Périgord)   | Vieux-Mareuil (Commune déléguée innerhalb von Mareuil en Périgord) |                                                                                       |

Die Commune déléguée Saint-Sulpice-de-Mareuil besteht neben dem Ortskern aus folgenden Geländepunkten, Weilern, Gehöften, Schlössern, einer Mühle und einer Schmiede:
Château de Bonrecueuil, Château La Faye, Château Lavergne (bzw. la Vergne), Corneuil, Croix de Pommier, Daunières, Faucharias, La Croix de Pinault, La Faye, La Ferme (de Lavergne), La Forge de Rudeau, La Gonterie, La Roderie, La Roussie, Lâge, Lameau, Lavergne, Le Bois des Landes, Le Genet, Le Grand Bois, Le Moulin de Connezac, Le Pout (Poût), Les Grands Taillis, Les Vaures, Piacaud und Pommier.
Der topographisch tiefste Punkt im Gebiet der Commune déléguée von Saint-Sulpice-de-Mareuil liegt mit 115 Metern über dem Meer an der Nizonne bei Champellat (Commune déléguée Puyrenier) an der Nordwestecke, der höchste Punkt mit 225 Metern befindet sich südlich von Lâge an der Südgrenze zu Vieux-Mareuil. Die absolute Höhendifferenz beträgt somit 110 Meter, die mittlere Meerhöhe 170 Meter. Das Rathaus kommt auf 157 Meter zu liegen. Die Commune déléguée nimmt die Nordseite eines leicht nach Norden zur Nizonne hin abfallenden Höhenrückens ein.

### Verkehrsanbindung
Durch den Ortskern von Saint-Sulpice-de-Mareuil führt die D 708 von Nontron nach Mareuil. Die D 93 verläuft vom Ortskern aus in südlicher Richtung nach Vieux-Mareuil. Vom Ortskern geht ferner eine Kommunalstraße aus, die beim Schloss Château de la Vergne die Nizonne überquert und dann über Ladosse weiter nach Beaussac zieht. Eine andere Kommunalstraße erreicht La Chapelle-Pommier im Osten.

## Hydrographie
Die Nordgrenze der Commune déléguée zu Rudeau-Ladosse wird von der nach Westen fließenden Nizonne gebildet. Linke Seitenarme der Nizonne sind ein kleines Tal, das südlich von Rudeau in die Nizonne mündet. Es entspringt an der Südostgrenze bei Le Genet und fällt saisonbedingt trocken. Weiterhin entspringt ein kleinerer Seitenarm südlich vom Ortskern und mündet kurz vor der Mühle Le Moulin de Connezac in die Nizonne. Ein kleines Trockental bildet schließlich die Nordwestgrenze zu Puyrenier. Zwei weitere kleine Trockentäler gibt es in der Nähe des Weilers La Roderie. All diese Täler sind nach Norden zur Nizonne hin ausgerichtet.
Die Nizonne bildet Teil des Flusssystems Isle-Dronne.

## Geologie

Geologische Karte von Mareuil en Périgord. Saint-Sulpice-de-Mareuil befindet sich unterhalb der oberen Einbuchtung.

Die Commune déléguée Saint-Sulpice-de-Mareuil wird in seiner Gesamtheit von flachliegenden Sedimenten des nördlichen Aquitanischen Beckens unterlagert. Die Sedimente fallen maximal mit bis zu 8° nach Südsüdwest ein und gehören strukturell noch zum Nordflügel der Combiers-Saint-Crépin-de-Richemont-Synklinale. 
Älteste aufgeschlossene Formation ist das Turonium, genauer die Angoulême-Formation des Angoumiens (Formationen c3b und c3c). Sie besteht aus resistenten Rudistenkalken, die im Gelände oft eine morphologische Schichtrippe bilden. Auf das Angoumien folgen die recht harten Fossilkalke des Coniaciums (Formation c4). Das Coniacium führt meist sandige Kalke und Feinsande an seiner Basis und schließt mit Austernkalken. Der Ortskern von Saint-Sulpice-de-Mareuil ist auf Coniacium erbaut. Über das Coniacium legt sich Santonium, beginnend mit dem Untersanton (graue, plattige, glaukonithaltige Kreidekalke – Formation c5a). Die Oberkreidesedimente enden mit dem Mittel- und Obersanton – mergelige Kalke mit Austernschill sowie siltige, glaukonithaltige Kalke und zum Schluss Sande (Formation c5b-c). 
Die südlichen Höhenlagen werden von Kolluvium verhüllt, das aus den Sanden des Obersantons hervorgegangen ist (Formation ACC). Die Umlagerung dieser Alterite erfolgte während des Pleistozäns. Das linke, Rudeau gegenüber liegende Seitental wird von Würm-zeitlichen Hangschutt verfüllt (Formation GP). Die alluvialen Sedimente in den Talauen der Nizonne stammen aus dem Holozän (Formation K).

## Ökologie

### Naturpark
Das Gemeindegebiet von Saint-Sulpice-de-Mareuil bildet seit 1998 einen integralen Bestandteil des Regionalen Naturparks Périgord-Limousin.

### Schutzgebiete
In Saint-Sulpice-de-Mareuil finden sich dreierlei Schutzgebiete (Französisch ZNIEFF – zone naturelle d’interêt écologique, faunistique et floristique):

#### Schutzgebiete des Typus 1

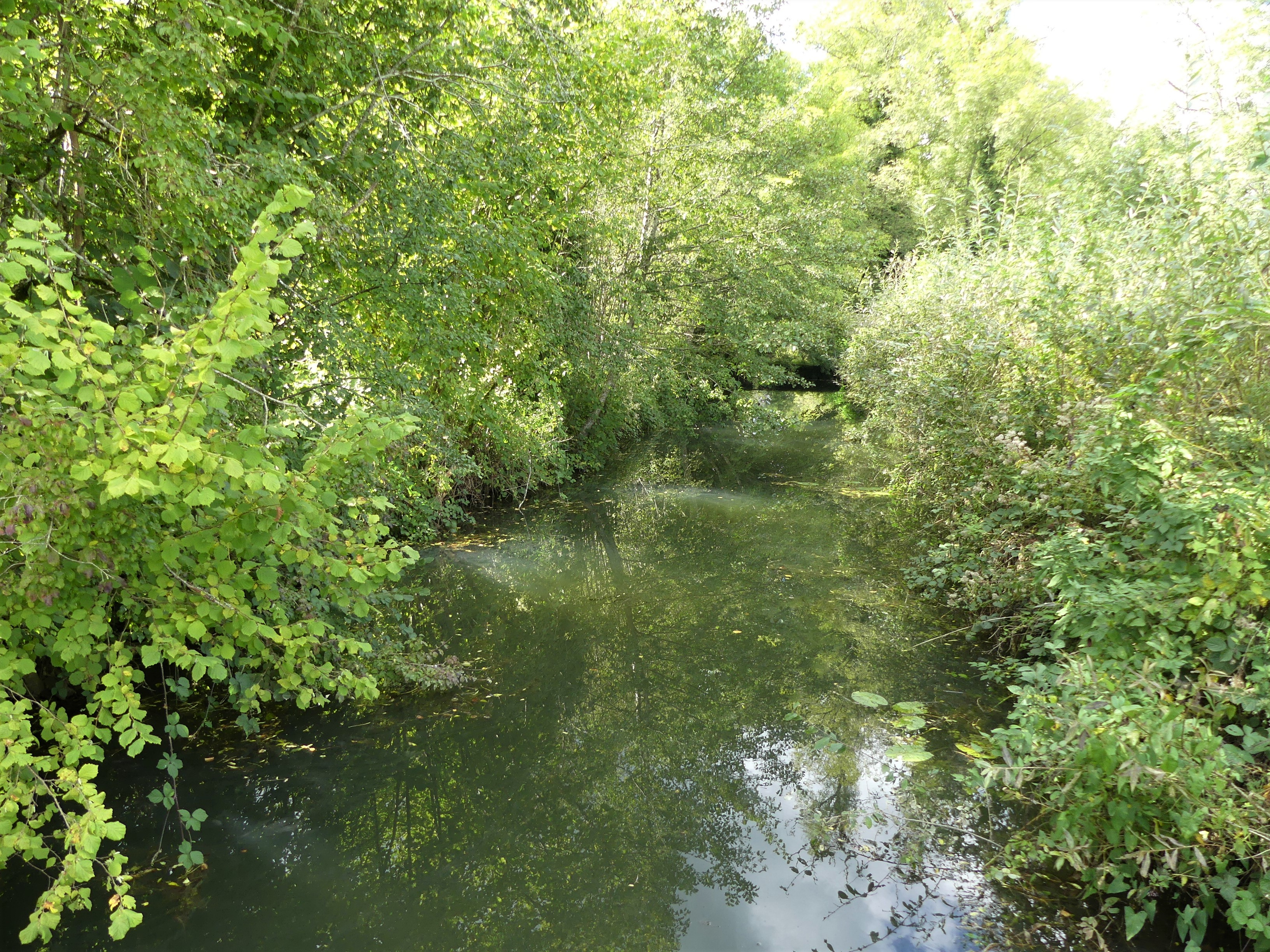
Die Nizonne an der Brücke von Lavergne

Eine ZNIEFF des Typus 1 figuriert unter Coteaux calcaires des bords de la Nizonne et de la Belle (Kalkrasenhänge entlang der Nizonne und der Belle). Sie  umfasst in Saint-Sulpice-de-Mareuil die Talung der Nizonne östlich vom Schloss Château de La Vergne. Auf diesem nur 4 Hektar großen Gebiet gedeihen mehr als 160 Pflanzenarten, von denen mehrere als typisch angesehen werden. Darunter die Färberdistel Carthamus mitissimus, der Steppen-Wolfsmilch (Euphorbia seguieriana), das Gewöhnliche Nadelröschen (Fumana procumbens), das Graue Sonnenröschen (Helianthemum canum), die Erd-Segge (Carex humilis), der Nizza-Mauerpfeffer (Sedum sediforme), Arenaria controversa und das Niederliegende Leinblatt (Thesium humifusum). Hierzu gesellen sich 18 Orchideenarten, darunter Rotes Waldvöglein (Cephalanthera rubra), Ohnhorn (Orchis anthropophora), Violetter Dingel (Limodorum abortivum), Großes Zweiblatt (Neottia ovata), Bocks-Riemenzunge (Himantoglossum hircinum), Kleines Knabenkraut (Anacamptis morio), Brand-Knabenkraut (Neotinea ustulata), Helm-Knabenkraut (Orchis militaris), Männliches Knabenkraut (Orchis mascula), Mücken-Händelwurz (Gymnadenia conopsea), Pyramiden-Hundswurz (Anacamptis pyramidalis), Purpur-Knabenkraut (Orchis purpurea), Bienen-Ragwurz (Ophrys apifera), Große Spinnen-Ragwurz (Ophrys sphegodes), Hummel-Ragwurz (Ophrys holoserica), Braune Ragwurz (Ophrys fusca), Fliegen-Ragwurz (Ophrys insectifera) und Grünliche Waldhyazinthe (Platanthera chlorantha).
Unter dem Titel Marais alcalins de la vallée de la Nizonne (alkalische Sümpfe des Nizonne-Tals) besteht eine weitere ZNIEFF des Typus 1. Dieses recht schmale, nur 30 Hektar umfassende Gebiet umfasst den Flusslauf der Nizonne. Hier leben 12 charakteristische Tierarten: Helm-Azurjungfer (Coenagrion mercuriale), Kreuzenzian-Ameisenbläuling (Phengaris rebeli), Heller Wiesenknopf-Ameisenbläuling (Phengaris teleius), Europäische Sumpfschildkröte (Emys orbicularis), Gekielter Flussfalke (Oxygastra curtisii), Großer Feuerfalter (Lycaena dispar), Stromtal-Wiesenvögelchen (Coenonympha oedippus), Französische Keiljungfer (Gomphus graslinii), Fischotter (Lutra lutra), Europäischer Laubfrosch (Hyla arborea), Marmormolch (Triturus marmoratus) und Europäischer Nerz (Mustela lutreola). Hinzu kommen die typischen 5 Pflanzenarten Schachblume (Fritillaria meleagris), Lungen-Enzian (Gentiana pneumonanthe), Gelbe Wiesenraute (Thalictrum flavum), Gewöhnliches Pfeilkraut (Sagittaria sagittifolia) und Verkannter Wasserschlauch (Utricularia australis). Kennzeichnendes Taxon dieser Seichtwasserzone ist das Gewöhnliche Pfeilkraut.
Insgesamt treten jedoch noch 160 weitere Tierarten und 156 Pflanzenarten auf.

#### Schutzgebiet des Typus 2

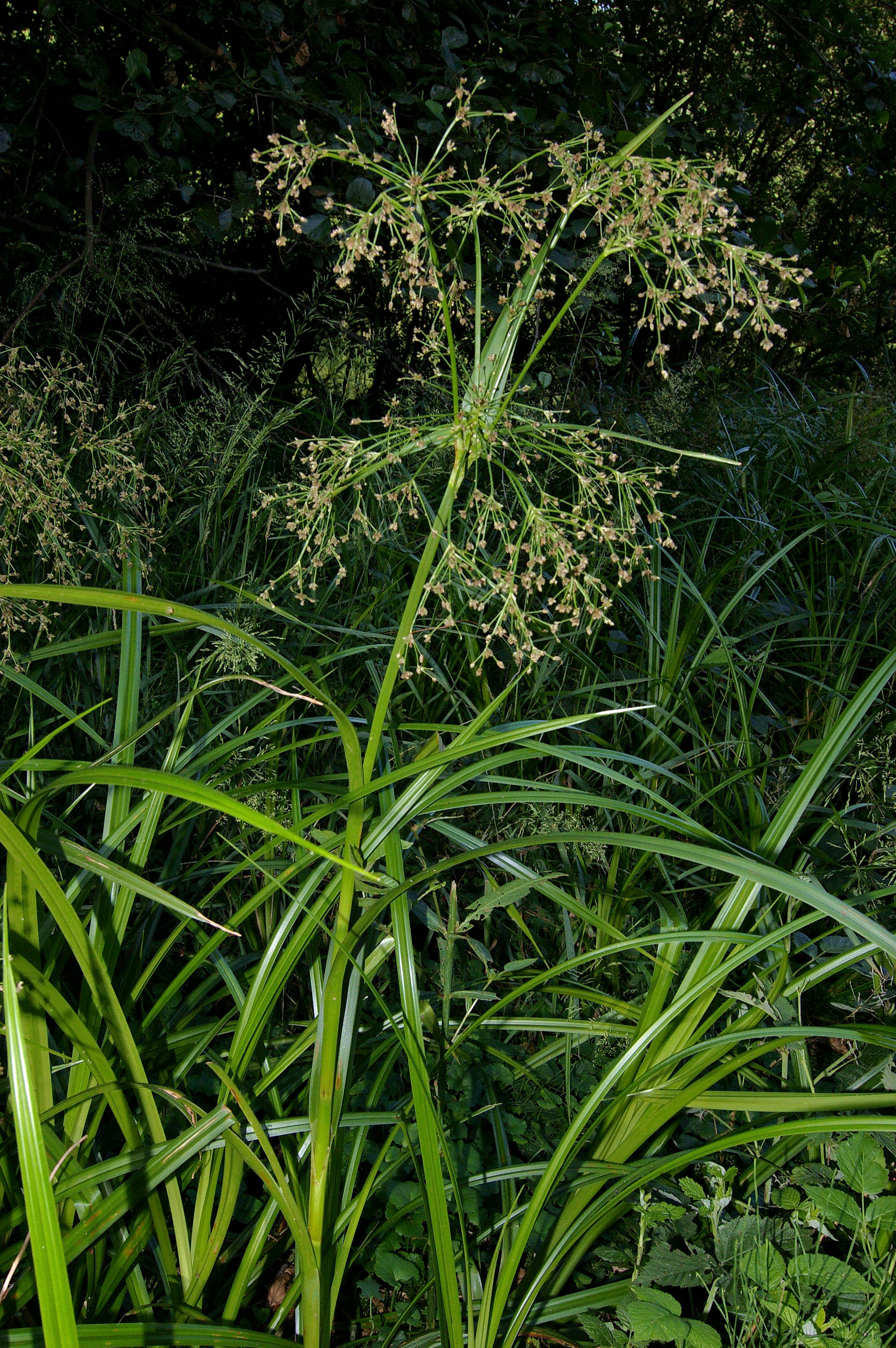
Wald-Simse (Scirpus sylvaticus)

Die Talniederungen der Nizonne stehen in ihrer gesamten Länge unter Naturschutz und bilden im Gemeindegebiet unter der Bezeichnung Vallée de la Nizonne (Tal der Nizonne)  eine ZNIEFF des Typus 2. 
Die angetroffene Fauna besteht aus rund 130 Arten, wovon 30 als charakteristisch angesehen werden. Unter den 20 Säugetierarten sind anzuführen der Fischotter Lutra lutra und der Europäische Nerz Mustela nutreola sowie 18 Fledermausarten, darunter Mopsfledermaus (Barbastella barbastellus), Großes Mausohr (Myotis myotis), Große Hufeisennase (Rhinolophus ferrumequinum), Langflügelfledermaus (Miniopterus schreibersii), Kleine Bartfledermaus (Myotis mystacinus), Wimperfledermaus (Myotis emarginatus), Bechsteinfledermaus (Myotis bechsteinii), Wasserfledermaus (Myotis daubentonii), Fransenfledermaus (Myotis nattereri), Großer Abendsegler (Nyctalus noctula), Graues Langohr (Plecotus austriacus), Braunes Langohr (Plecotus auritus), Kleines Mausohr (Myotis blythii), Kleine Hufeisennase (Rhinolophus hipposideros), Weißrandfledermaus (Pipistrellus kuhlii), Rauhautfledermaus (Pipistrellus nathusii) und Breitflügelfledermaus (Eptesicus serotinus). Anzuführen sind ferner die beiden Amphibien Europäischer Laubfrosch (Hyla arborea) und Marmormolch (Triturus marmoratus), die Schildkröte Europäische Sumpfschildkröte (Emys orbicularis), die Schmetterlinge Kreuzenzian-Ameisenbläuling (Phengaris rebeli), Heller Wiesenknopf-Ameisen-Bläuling (Phengaris teleius), Großer Feuerfalter (Lycaena dispar), Stromtal-Wiesenvögelchen (Coenonympha oedippus) und die Libellen Helm-Azurjungfer (Coenagrion mercuriale), Gekielter Flussfalke (Oxygastra curtisii) und Französische Keiljungfer (Gomphus graslinii).
Die Flora besteht aus über 200 Pflanzenarten, von denen 9 als charakteristisch angesehen werden – darunter Schachblume (Fritillaria meleagris), Lungen-Enzian (Gentiana pneumonanthe), Graues Sonnenröschen (Helianthemum canum), Lockerblütiges Knabenkraut (Anacamptis laxiflora), Nizza-Mauerpfeffer (Sedum sediforme), Gelbe Wiesenraute (Thalictrum flavum), das Sandkraut Arenaria controversa, Wald-Simse (Scirpus sylvaticus) und Verkannter Wasserschlauch (Utricularia australis).

#### Natura 2000

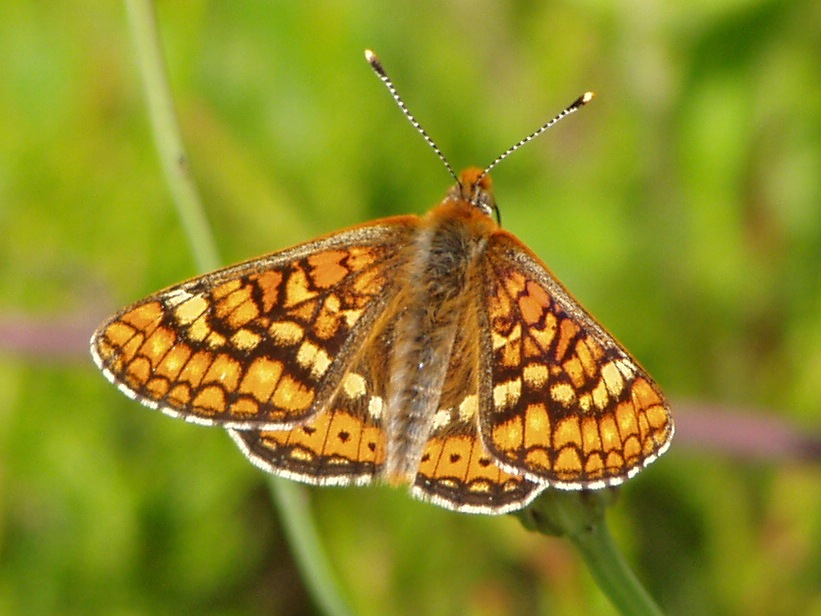
Skabiosen-Scheckenfalter (Euphydryas aurinia), geschützt unter Natura 2000

Das Nizonnetal fällt außerdem unter Natura 2000. Gemäß der Richtlinie 92/43/EWG werden 20 Tierarten hier unter Anhang-II geschützt. Darunter 10 Säugetierarten mit allein 8 der unter Typus 2 genannten Fledermäuse, 7 Insektenarten, 2 Fischarten und eine Schildkröte. Zu den bereits unter dem Typus 1 aufgeführten Insekten kommt noch der Skabiosen-Scheckenfalter (Euphydryas aurinia) hinzu. Die beiden Fischarten sind die Scheldegroppe (Cottus perifretum) und das Bachneunauge (Lampetra planeri). Als Schildkröte fungiert die Europäische Sumpfschildkröte (Emys orbicularis).

## Geschichte
Ältestes erhaltenes Bauwerk in Saint-Sulpice-de-Mareuil ist die romanische Kirche Saint-Sulpice aus dem 12. Jahrhundert. Das Schloss Château de la Vergne wurde im 15. Jahrhundert erbaut. Das Château de la Faye geht auf das 16. Jahrhundert zurück.
Die Gemeinde Saint-Sulpice-de-Mareuil wurde mit Wirkung vom 1. Januar 2017 mit den Gemeinden Champeaux-et-la-Chapelle-Pommier, Les Graulges, Léguillac-de-Cercles, Mareuil, Monsec, Puyrenier, Beaussac und Vieux-Mareuil zur Commune nouvelle Mareuil en Périgord zusammengeschlossen und verfügt seither dort über den Status einer Commune déléguée. Sie gehörte vormals zum Kanton Mareuil und neuerdings als Commune déléguée zum Kanton Brantôme en Périgord.

## Bevölkerungsentwicklung der ehemaligen Gemeinde
| Jahr | Einwohner |  |
| 1962 | 205       |  |
| 1968 | 170       |  |
| 1975 | 137       |  |
| 1982 | 128       |  |
| 1990 | 131       |  |
| 1999 | 114       |  |
| 2004 | 112       |  |
| 2006 | 114       |  |
| 2008 | 121       |  |
| 2009 | 125       |  |
| 2014 | 114       |  |
| 2016 | 112       |  |
| 2019 | 110       |  |

Quelle: INSEE
Die Bevölkerungszahlen in Saint-Sulpice-de-Mareuil waren bis 2004 rückläufig, erholten sich aber um 2009 wieder etwas. 

## Sehenswürdigkeiten
- Romanische Kirche Saint-Sulpice, seit 1948 Monument historique; das Eingangsportal befindet sich auf der Südseite
- Château de la Vergne aus dem 15. und 17. Jahrhundert; mit Taubenturm
- Château de la Faye aus dem 16. und 18. Jahrhundert; mit Kreuz aus dem 17. Jahrhundert, welches als Monument historique ausgewiesen ist
- Château de Beaurecueil

## Photogalerie

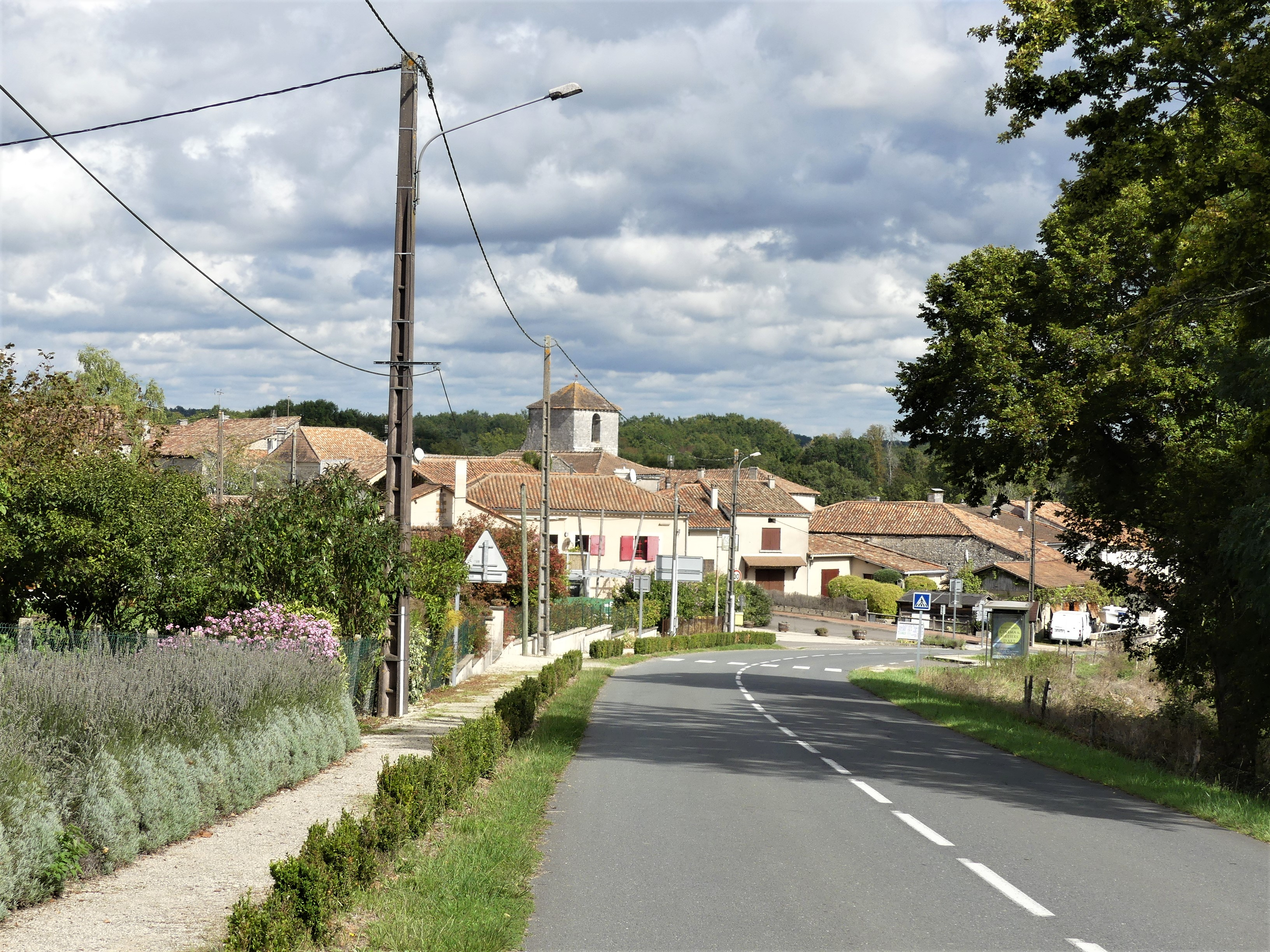
Ortsansicht von der D 708 in Richtung Mareuil
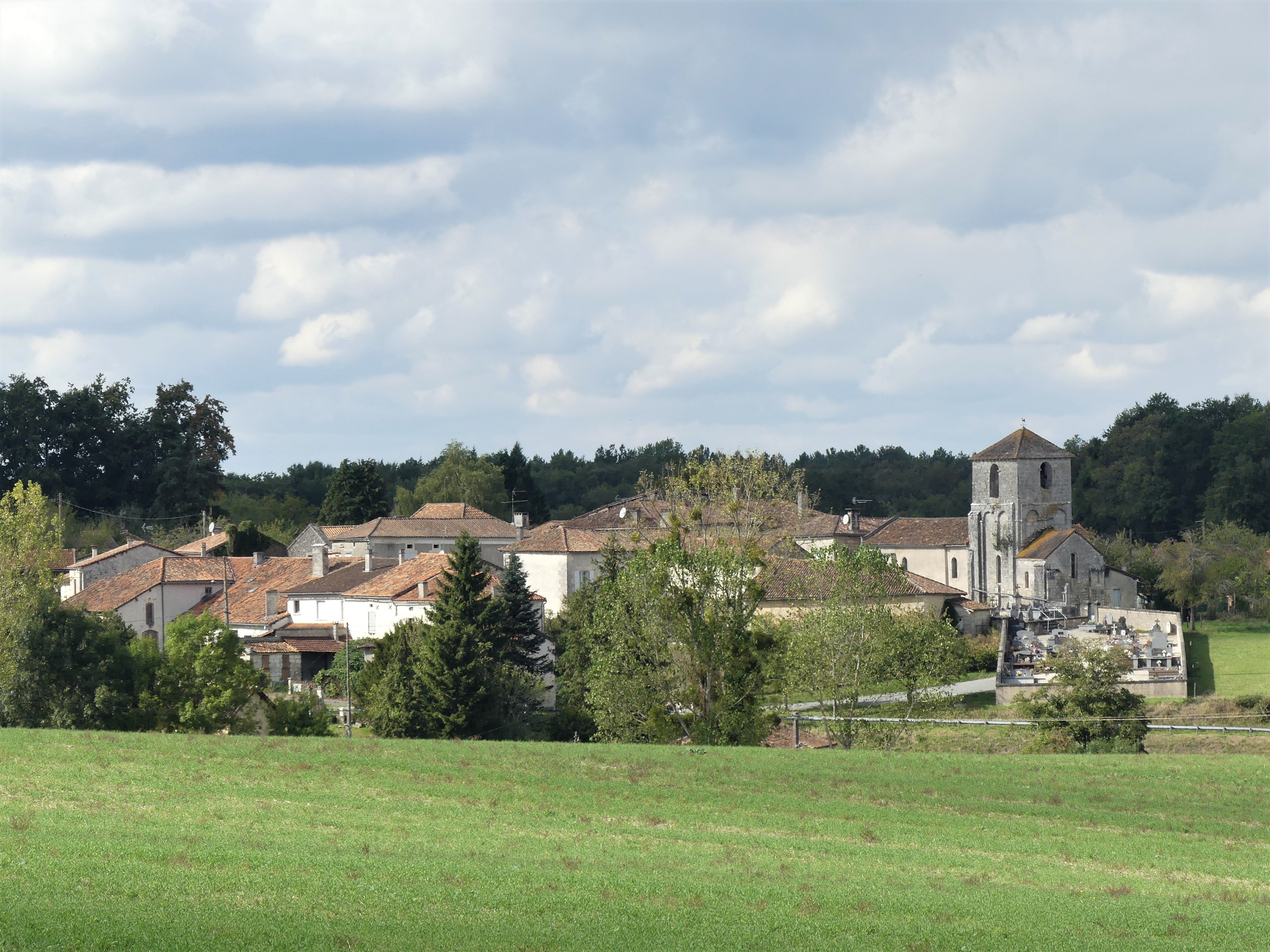
Ortsansicht aus Südosten
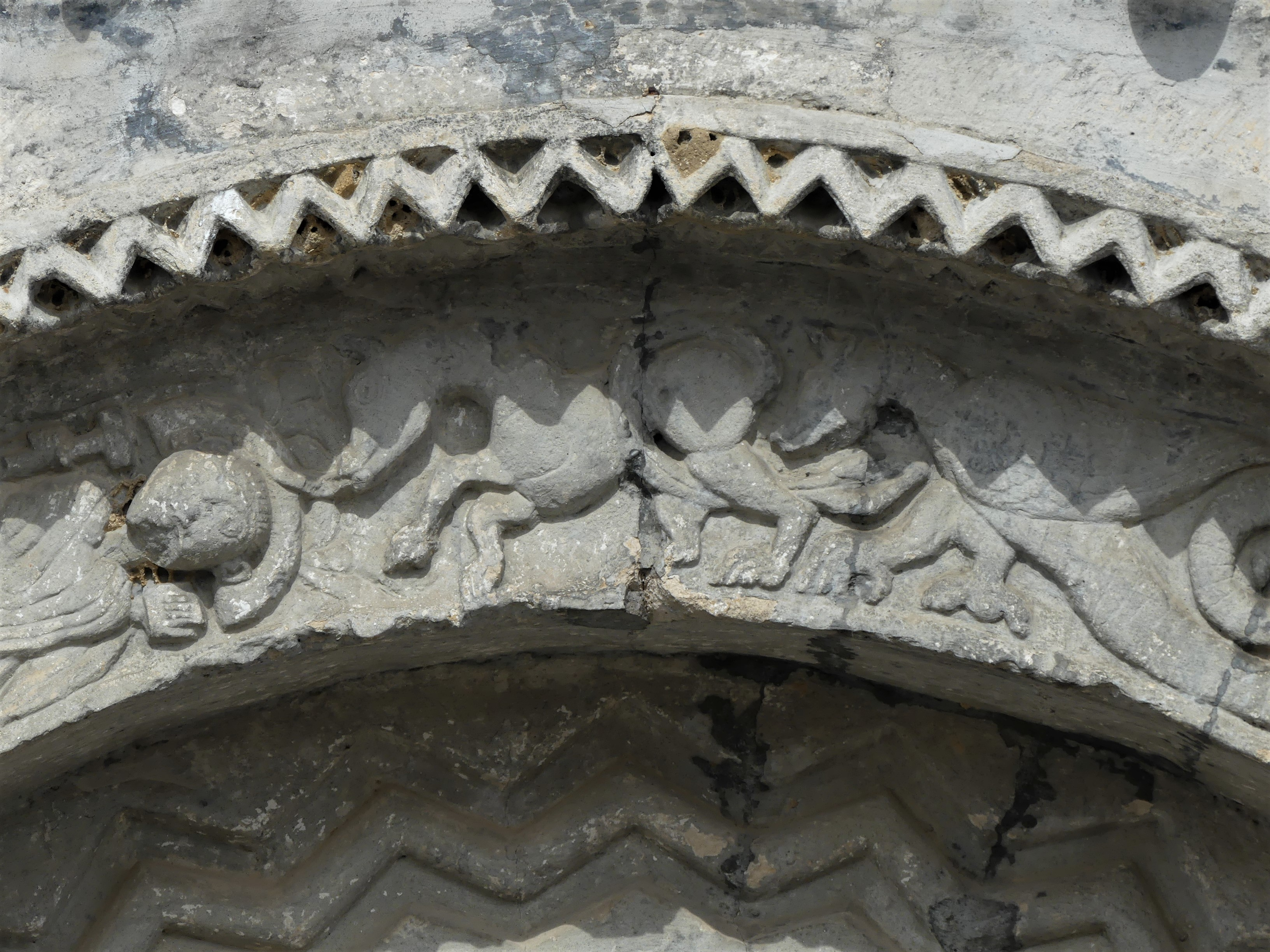
Archivolte am Eingangsportal von Saint-Sulpice
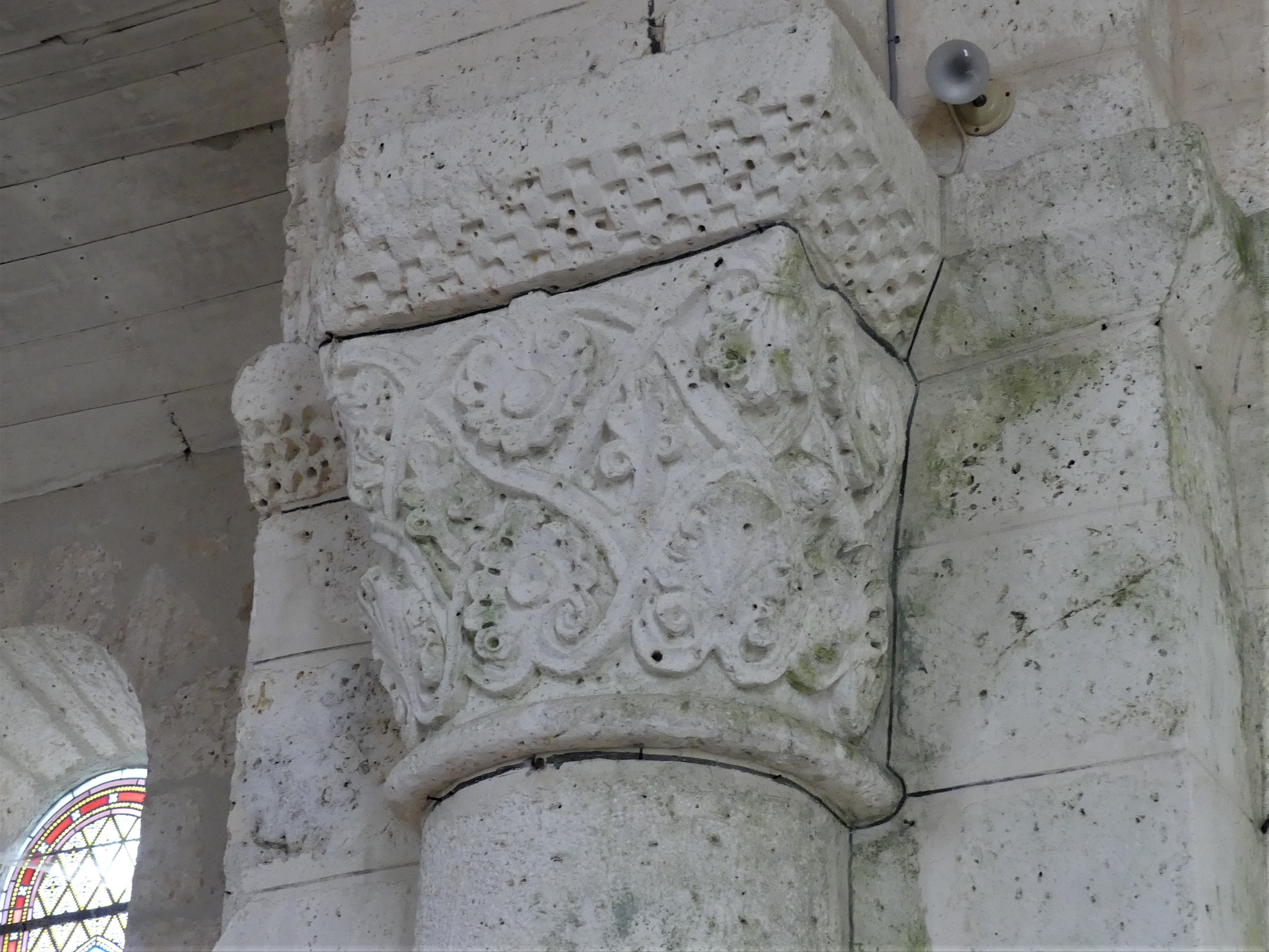
Kapitell in Saint-Sulpice
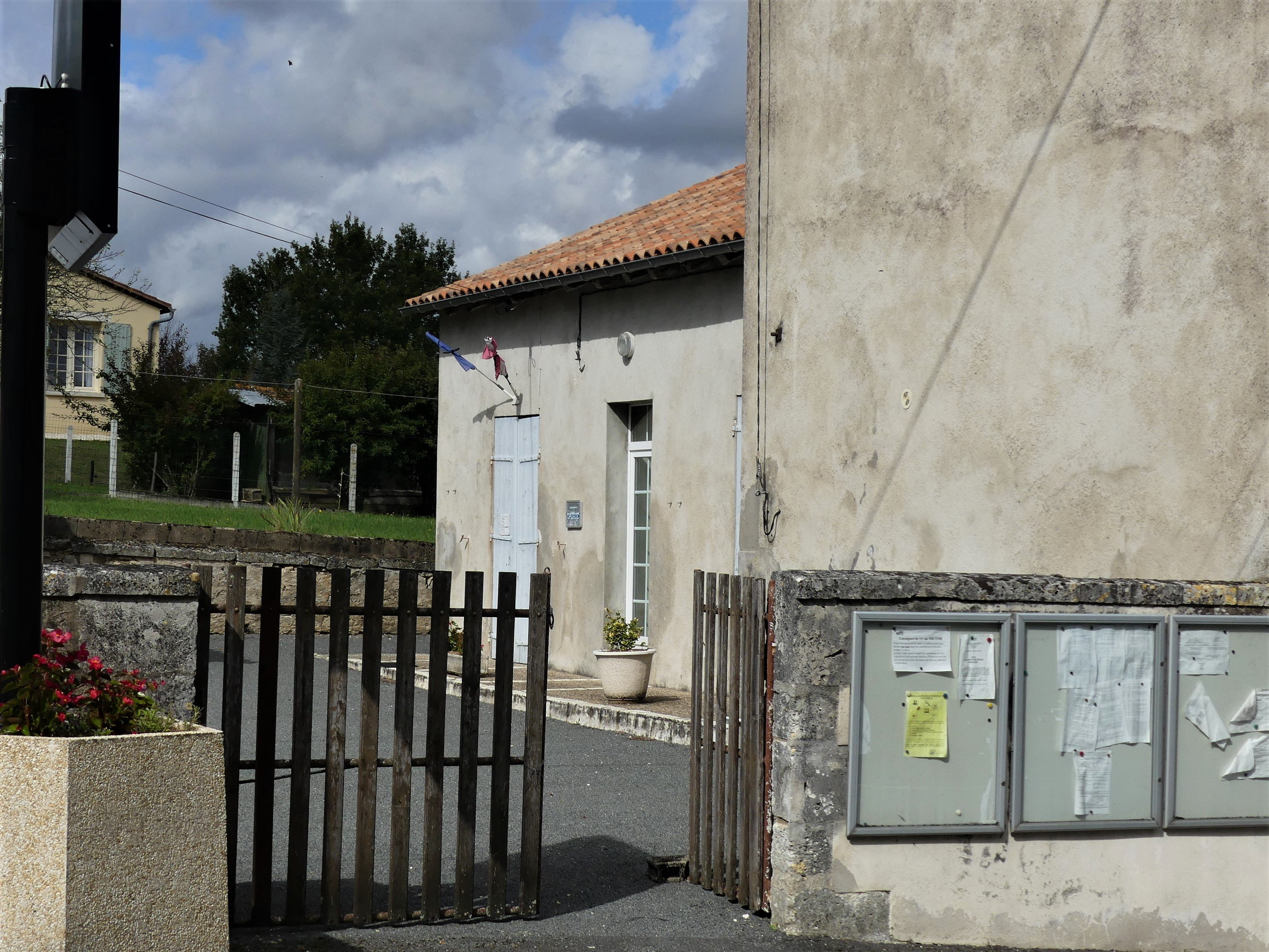
Rathaus der jetzigen Commune déléguée
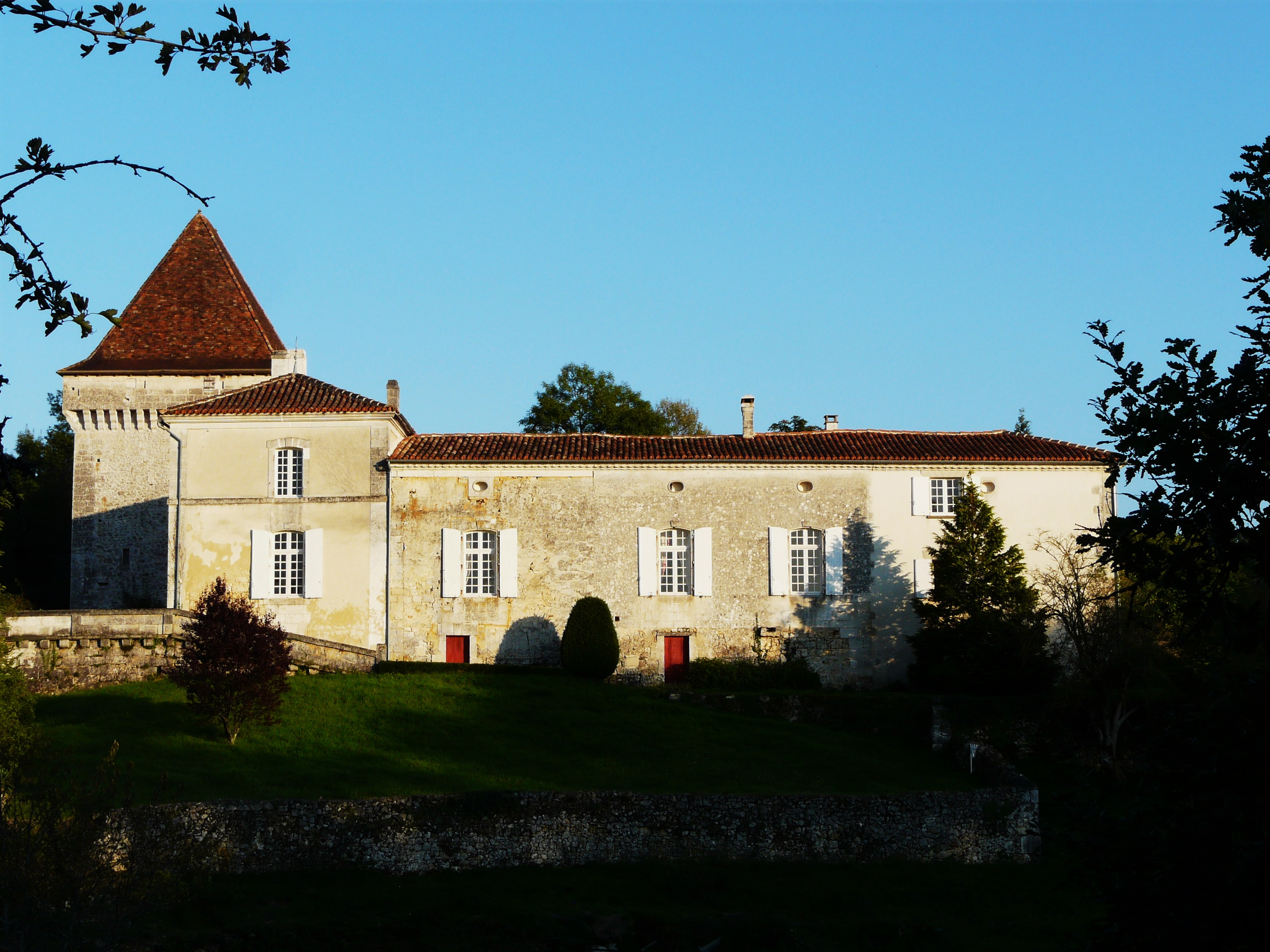
Schloss Château de la Vergne
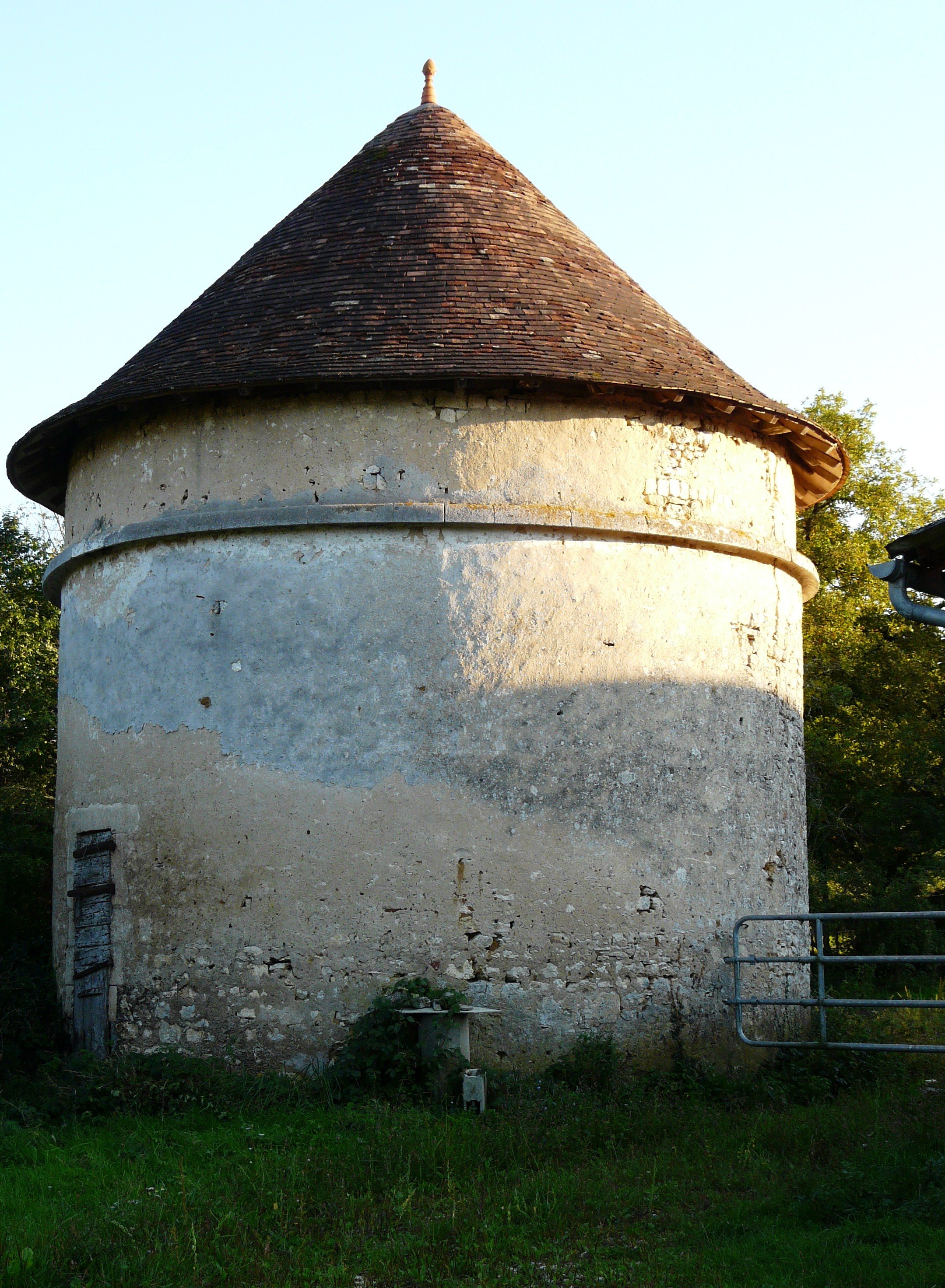
Taubenturm des Château de la Vergne
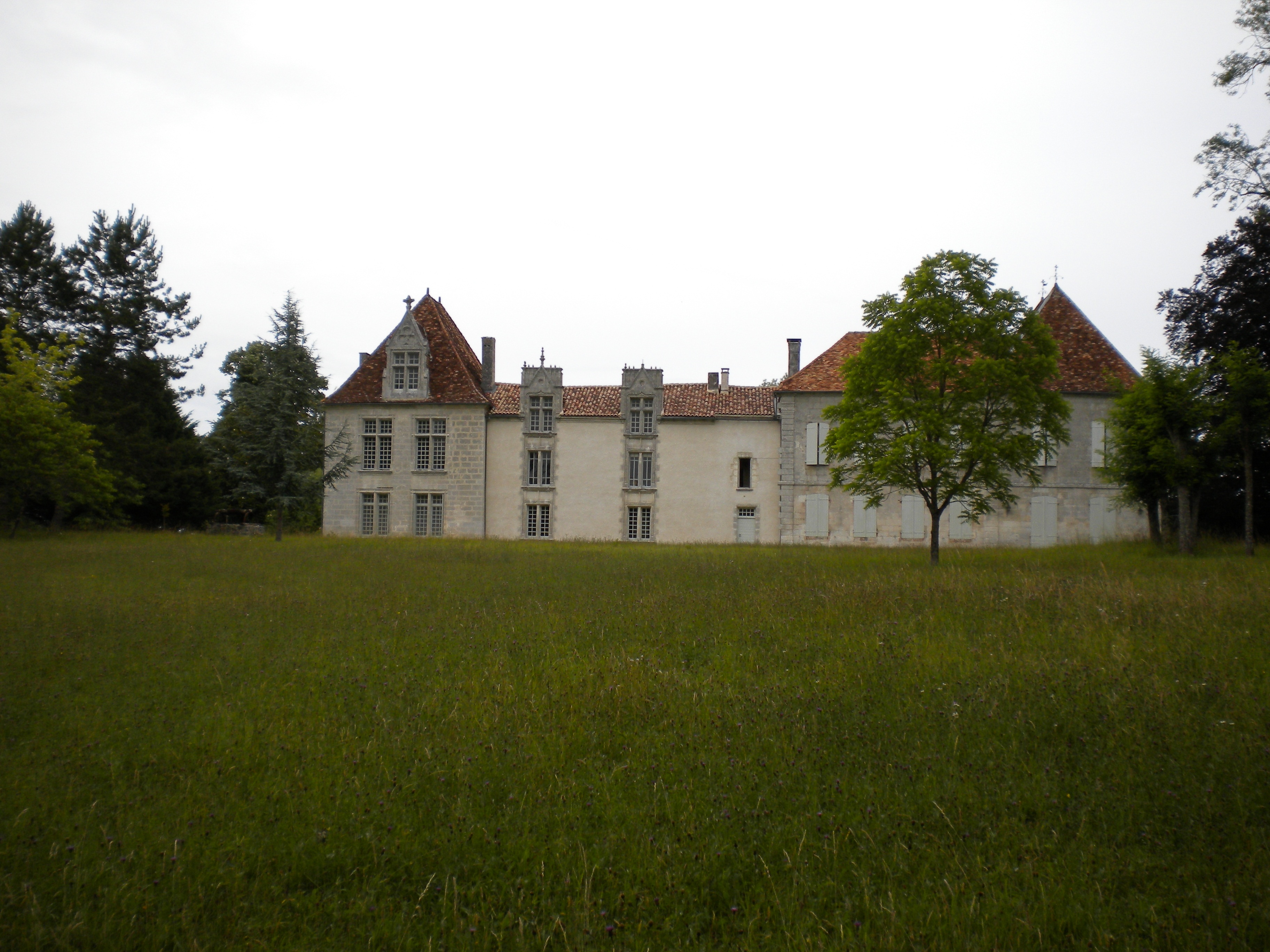
Schloss Château de la Faye
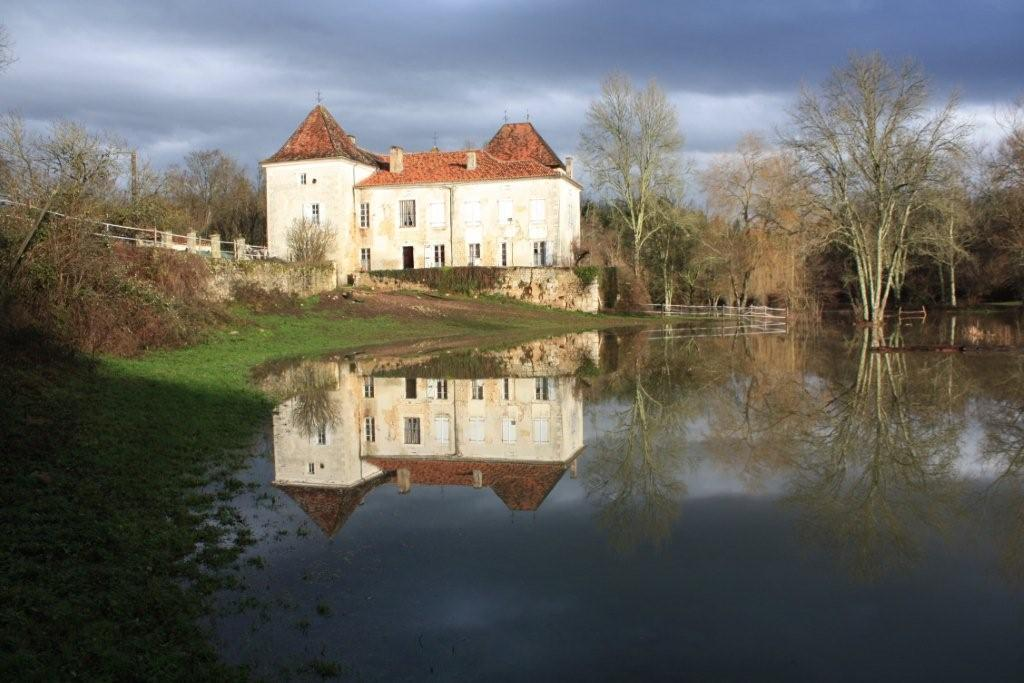
Schloss Château de Beaurecueil
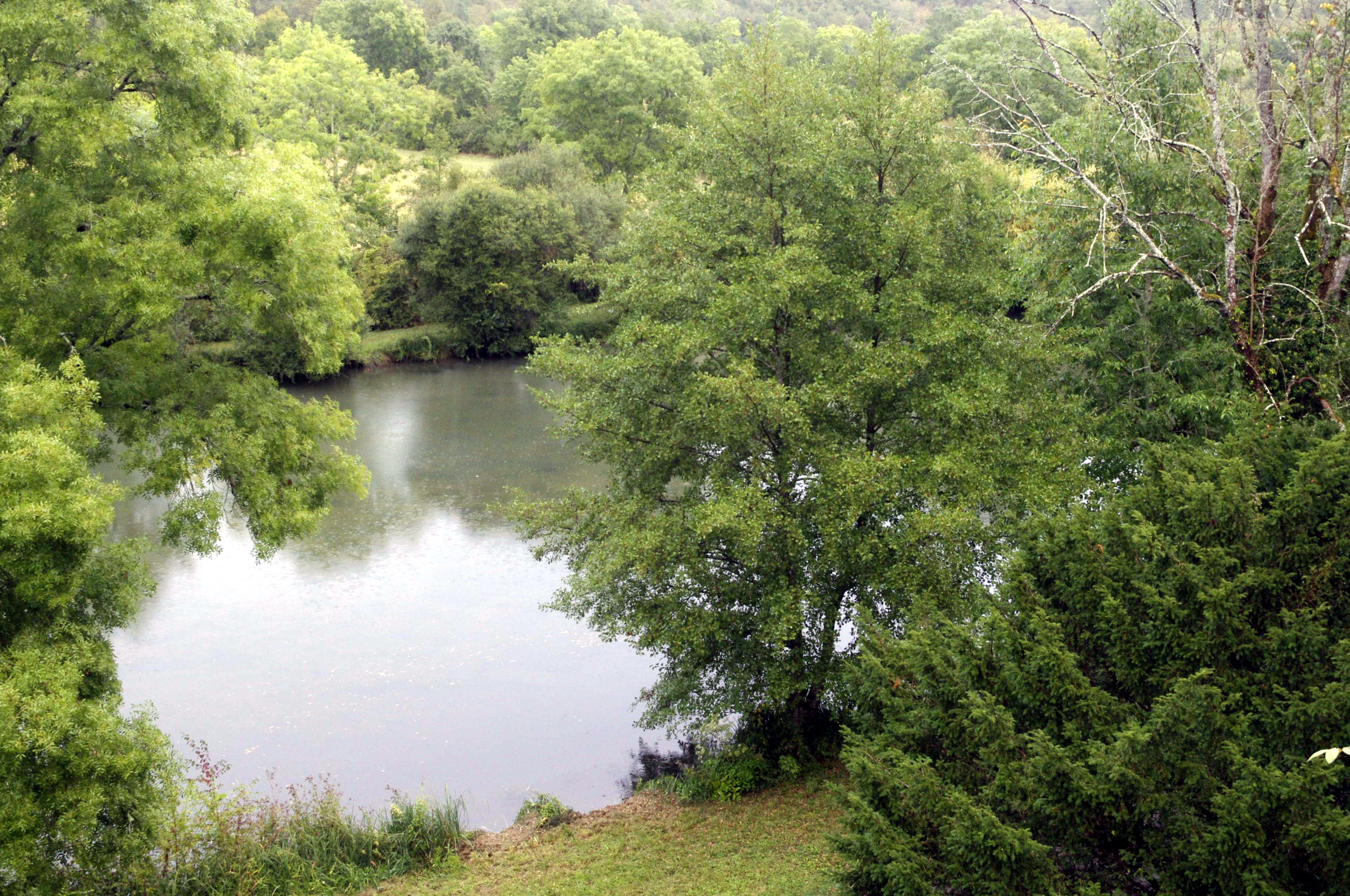
Die aufgestaute Nizonne bei Lavergne